# ISDB
ISDB (англ. Integrated Service Digital Broadcasting) — сімейство японських стандартів цифрового телебачення (DTV) і цифрового радіо (DAB), що використовується телевізійними і радіомережами. ISDB замінив стандарти аналогового телебачення, що існували раніше. Вперше послуги, що задіяли цифрове ефірне телемовлення (DTTB) з використанням стандартів ISDB були надані як пробний запуск: у грудні 2003 року — в Японії, в грудні 2007 року — в Бразилії. Згодом багато країн прийняли ISDB як основний стандарт цифрового телебачення. Рішення для передачі сигналу ISDB-T по IP-мережі, з'єднанням E3/T3 і SONET/STM-1 забезпечують бездоганну якість сигналу, що надходить на передавачі. На нього не впливають мережеві проблеми: втрата пакетів, зміна IP-маршруту, випадкові розриви кабелю. За незмінно високу якість сигналу відповідає цілий спектр передових технологій резервування: завадостійке кодування (FEC), рознесене IP перемикання, інтегроване партнерське резервування.

## Про стандарти
Всі права на ISDB належать японської організації ARIB. Стандарти можна завантажити з вебсайту японської організації DiBEG і у ARIB.
Основу стандартів ISDB — ISDB-S (супутникового телебачення), ISDB-T (ефірного телебачення), ISDB-C (кабельного телебачення) та супутникового мовлення в діапазоні 2.6 ГГц для мобільних пристроїв — становить мультиплексування в транспортний потік на базі MPEG-2 або MPEG -4, а також аудіокодеки і видеокодеки на базі MPEG (MPEG-2 або AVC для відео, AAC для аудіо) і здатність відтворювати як телебачення високої чіткості, так і телебачення нормальної чіткості. Стандарт ISDB-T, а також ISDB-Tsb, використовується і при ефірної трансляції на ТБ-частотах для мобільних пристроїв. Крім того, для портативних і мобільних пристроїв, начебто смартфонів, ноутбуків і КПК, є служба ISDB-T під назвою 1seg.
Назва сімейства стандартів було підібрано з таким розрахунком, щоб бути схожим на абревіатуру ISDN, оскільки обидва сімейства використовують об'єднання безлічі потоків в один транспортний потік даних (процес, названий мультиплексуванням). Стандарт ISDB також за принципом дії подібний до більш раннього стандарту цифрового радіо, Eureka 147, згідно з яким передавач посилає цілу групу сигналів з різних станцій; той же принцип використовує стандарт DVB-T для багатоканального цифрового телебачення. ISDB бере під контроль всі невикористовувані канали, що в інших країнах постійно робиться у випадку цифрового телебачення, але у випадку цифрового радіо ніколи раніше не застосовувалося.

## Радіомовлення
Перед ефіром транспортні потоки проходять модуляцію, і різні формати стандарту ISDB часто відрізняються лише тим, яка модуляція використовується перед початком мовлення. Формат ISDB-S, який використовує діапазон частот 12 ГГц, передбачає застосування модуляції PSK, для аудіо в діапазоні частот 2,6 ГГц використовується модуляція CDM, транспортний потік ефірного телебачення формату ISDB-T (в діапазонах дециметрових і/або ультракоротких хвиль) модулюється за допомогою COFDM з PSK /QAM.

## Використання інтерактивності
Крім власне мовлення сигналу різними способами, стандарти ISDB припускають під'єднання до Інтернету і використання різних каналів (10Base-T / 100Base-T, модем з використанням телефонної лінії, модем мобільного телефону, бездротове з'єднання (IEEE 802.11) і т. Д.) І різних протоколів. Це використовується для інтерактивних інтерфейсів, наприклад, передачі даних (ARIB STD-B24) та електронних версій програми телепередач (EPG).

## Інтерфейс і шифрування
Специфікації ISDB описують велику кількість різних інтерфейсів (у тому числі і мережевих), але основним з них є Єдиний Інтерфейс (англ. Common Interface) для Conditional Access System (або просто CAS). Хоча в специфікаціях ISDB вказані різні типи CAS, в Японії використовується лише один — B-CAS. Система передачі даних (ARIB STD-B24) ж у свою чергу визначає систему Common Scrambling Algorithm (CSA), або MULTI2, яка застосовується для (де-)скремблювання телебачення.
Інтерфейс ISDB CAS знаходиться у віданні компанії B-CAS, а карти, видавані цією компанією абонентам телебачення, називають картами B-CAS. Все телебачення стандарту ISDB шифрується при використанні інтерфейсу B-CAS, навіть якщо абонент переглядає тільки безкоштовні програми.
Також ISDB підтримує використання Управління правами і захистом (англ. Rights management and protection, RPM). C поступовим поширенням цифрового телебачення, зростає ймовірність того, що кожен, хто має DVD-рекордер або рекордер HDTV може без особливих труднощів записати і поширити будь-які дані, що посилаються за допомогою транспортного потоку. Саме тому виробники з Голлівуду запросили застосування захисту від копіювання, шляхом спеціального шифрування RPM. Контент може шифруватися в трьох режимах: «одиночне копіювання», «вільне копіювання» і «захищено від копіювання». У режимі одиночного копіювання (англ. Copy once) програма одного разу зберігається на жорсткому диску і далі не може бути скопійована: при спробі ще раз скопіювати на інший носій, користувач отримує повідомлення, що копія має захист від копіювання «одиночне копіювання» і копіювання припиняється. Режим «захищене від копіювання» (англ. «Copy never») може бути встановлений тільки заздалегідь. Японський уряд розглядає використання Digital Transmission Content Protection (DTCP) «Шифрування плюс Без-Контролю», що дозволяє здійснювати багаторазове копіювання цифрового контента з використанням сумісних пристроїв.

## Ресивер
У країнах зі стандартами ISDB використовується два різних типи ресиверів: вбудований в телевізор і цифрова приставка. Співвідношення сторін, визначене стандартами прийому ISDB, одне 16: 9; телевізори, які відповідають цій вимозі, в Японії називають Hi-Vision TV. Практично всі види телевізорів — на електронно-променевій трубці (CRT), плазмова панель ([[PDP) і рідкокристалічні телевізори (Рідкокристалічний дисплей, LCD]]) — потрапляють в цю категорію, але саме рідкокристалічні телевізори на даний момент є найбільш популярним товаром для Hi-Vision TV на японських ринках . Найдешевший LCD-телевізор, за даними на листопад 2011 року, можна було купити: 32 дюйма — ~ $ 360, 22 дюйма — ~ $ 233.
Середньостатистичний ресивер, який можна помітити на японських ринках телевізійного обладнання, має наступні з'єднувачі:
- типу F (для підключення стандартного ТВ-кабелю);
- HDMI або D4 для передачі відео та аудіо високої чіткості на монітор домашнього кінотеатру.
- цифровий оптичний аудіовихід, щоб підключати підсилювач або колонки домашнього кінотеатру з конфігурацією 5.1
- IEEE 1394 (інакше FireWire) для підключення пристроїв запису цифрового потоку (DVD-рекордерів)
- відеороз'єм RCA забезпечує сигнал SDTV, для аналогових телевізорів CRT або VCR.
- аудіороз'єми RCA забезпечують аудіо в стереоформаті для аналогових телевізорів CRT або VCR.
- з'єднувач S-Video для VCR або аналогових телевізорів CRT.
- з'єднувачі для під'єднання або модему, який використовує телефонну лінію, або 10BASE-T / 100BASE-T, що забезпечують підключення до Інтернету.
- особливий роз'єм для карт B-CAS, щоб мати можливість здійснювати дескремблювання ТБ.
- з'єднувач для підключення інфрачервоного датчика, щоб управляти різними пристроями.